# Mădălin Murgan
Mădălin Murgan est un footballeur roumain né le 16 mai 1983 à Craiova.

## Carrière
- 2000-01 : FC Craiova  Roumanie
- 2001-02 : FC Craiova  Roumanie
- 2002-03 : FC Craiova  Roumanie
- 2003-04 : Universitatea Craiova  Roumanie
- 2004-05 : Universitatea Craiova  Roumanie
- 2005-06 : FC Argeș Pitești  Roumanie
- 2006-07 : Unirea Urziceni  Roumanie
- 2006-07 : Ceahlăul Piatra Neamț  Roumanie
- 2007-08 : Dacia Mioveni  Roumanie